# Bosques montanos de Santa Marta
Los bosques montanos de Santa Marta (NT0159) son una ecorregión de la Sierra Nevada de Santa Marta, un macizo de la costa caribeña del norte de Colombia. La ecorregión cubre altitudes desde cerca del nivel del mar hasta unos 3.300 metros, donde da paso al páramo de Santa Marta. El aislamiento del macizo y la variedad de elevaciones y climas han dado lugar a una gran variedad de especies, incluidas muchas endémicas. Los niveles más bajos contenían bosque húmedo tropical, que ha sido en gran parte talado. Más arriba, este bosque da paso al bosque nuboso. Gran parte de este bosque también ha sido talado para plantar café, pastos para ovejas y ganado, y para la agricultura.

## Geografía

### Ubicación
La ecorregión abarca las laderas de la Sierra Nevada de Santa Marta en el norte de Colombia, con una superficie de 492.097 hectáreas. La cordillera se eleva hasta los picos nevados a sólo 60 kilómetros del mar Caribe. La ecorregión está casi totalmente rodeada por la ecorregión de los bosques secos del Valle del Sinú. Hacia el noreste y el noroeste transita directamente hacia el matorral xérico de la Guajira-Barranquilla. En las elevaciones más altas de las montañas la ecorregión da paso al páramo de Santa Marta.

### Relieve

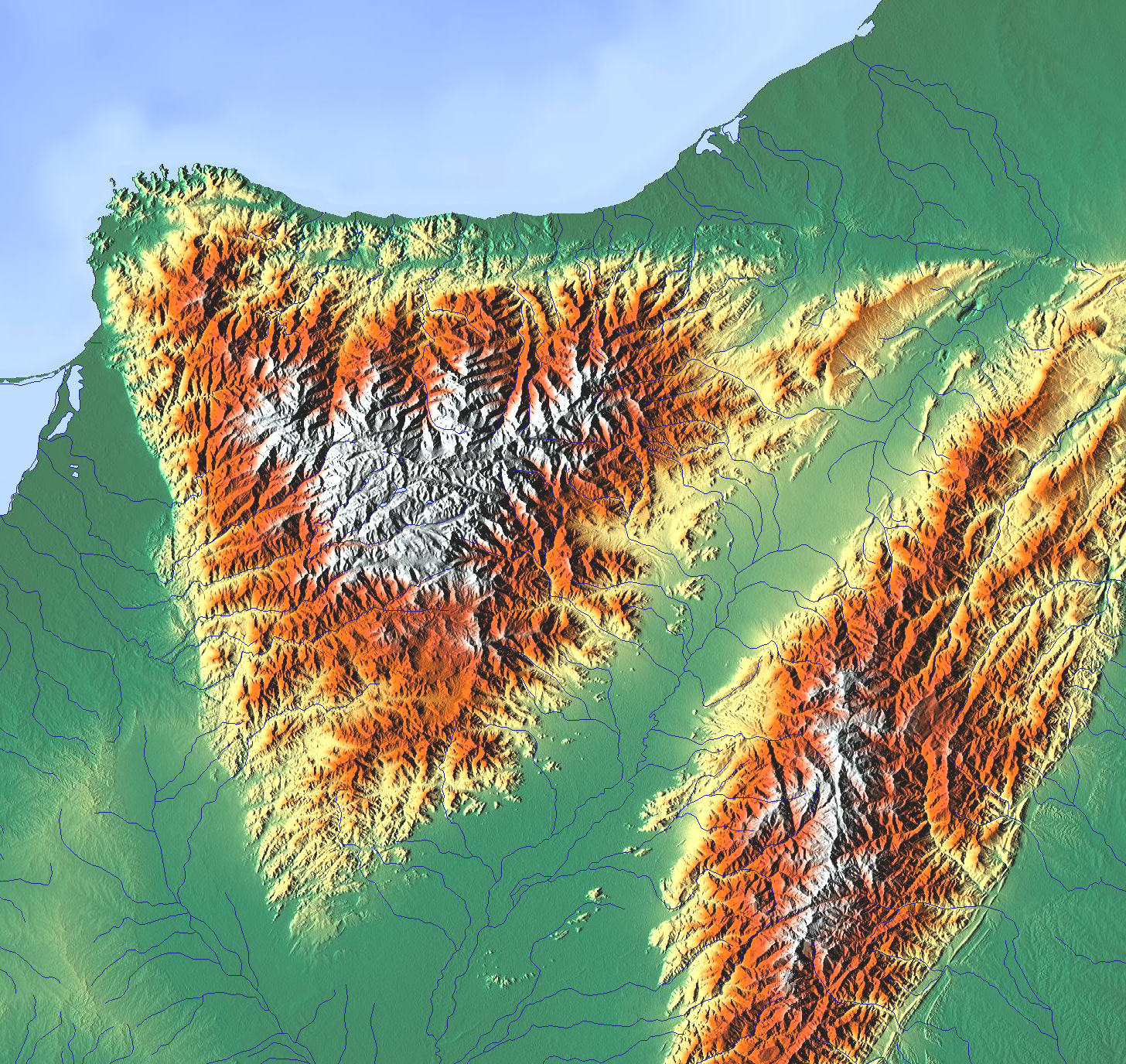
Sierra Nevada de Santa Marta (izquierdo) y Serranía del Perijá (derecha)

El macizo triangular de la Sierra Nevada de Santa Marta ocupa 12.230 kilómetros cuadrados y se eleva hasta los 5.775 metros, con picos permanentemente cubiertos de nieve. El borde norte es paralelo a la costa del Caribe. El borde suroccidental desciende hasta la llanura aluvial del río Magdalena, seca y cálida, y las ciénagas de la Ciénaga Grande de Santa Marta. El borde sureste colinda con los valles de los ríos Cesar y Ranchería.
Las rocas volcánicas del Mesozoico (252-66 Ma) y del Terciario (65-2,58 Ma) incluyen batolitos de granito, diorita y monzonita de cuarzo, y hay zonas de rocas sedimentarias. El macizo fue empujado hasta su altura actual en el Mioceno (23-5,33 Ma) y el Pleistoceno tardío (hace 126.000-11.700 años). Los lagos glaciares situados a más de 3.000 metros de altura son las fuentes de los principales ríos que nacen en el macizo.

### Clima
La temperatura media del aire oscila entre 27 °C en las llanuras y 6 °C  o menos en las cumbres. Los vientos alisios del noreste transportan la lluvia, con estaciones húmedas de septiembre a diciembre y de mayo a julio. La parte norte es la que recibe más precipitaciones, hasta 3.000 milímetros anuales a una altitud de entre 1.000 y 1.500 metros sobre el nivel del mar, y llueve menos en las zonas altas y al sur del macizo. En una ubicación de muestra a 10,75°N 73,75°W la clasificación climática de Köppen es Cwb: templado cálido, invierno seco, verano cálido. Las temperaturas medias oscilan entre los 11,4 °C en enero y los 13,8 °C en junio. La precipitación total anual es de unos 1.800 milímetros. Las precipitaciones mensuales en el lugar de la muestra oscilan entre 29,9 milímetros en febrero y 304,5 milímetros en octubre.

## Ecología
La ecorregión se encuentra en el ámbito neotropical, en el bioma de los bosques húmedos latifoliados tropicales y subtropicales. Su ubicación aislada, rodeada de bosques secos, ha permitido el desarrollo de muchas especies endémicas de flora y fauna. Se considera una isla biológica y geográfica, distinta de los Andes. Sin embargo, existen similitudes con la Serranía del Perijá, al este, que normalmente se incluye en los bosques montanos de la Cordillera Oriental. El 76% de las especies de aves de Perijá se comparten con la Sierra Nevada de Santa Marta. El 80% de las mariposas de Perijá de las familias Ithomiinae y Heliconiinae se comparte con la Sierra Nevada, pero sólo el 40% con la vertiente oriental de la Cordillera Oriental más al sur.

### Flora

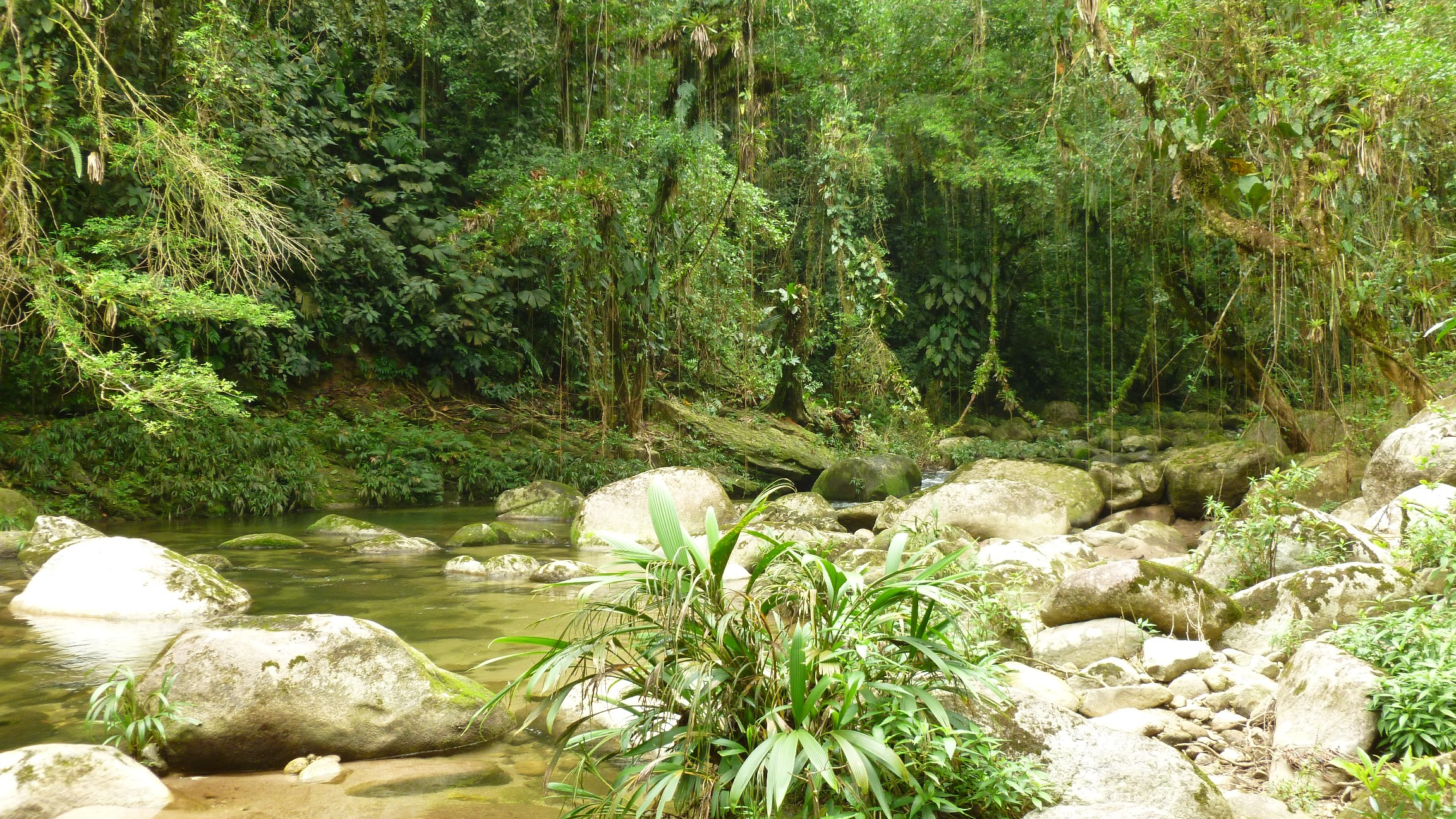
Bosque primario en Sierra Nevada de Santa Marta

Hay bosques cálidos y húmedos en el norte del macizo y en parte del oeste, aislados de bosques similares en otros lugares. Estos bosques húmedos tropicales, situados a una altitud de hasta 900 metros, tienen árboles que pueden alcanzar los 35 metros de altura, según las precipitaciones. El sotobosque contiene helechos arbóreos y hierbas de grandes hojas. Hay algunas especies endémicas, pero la diversidad es relativamente baja en comparación con otras ecorregiones neotropicales. Estos bosques se consideran un refugio del Pleistoceno. Hay pocas especies en común con los bosques nublados de más arriba, pero hay similitudes con los bosques húmedos de otras partes de Colombia, en Panamá y Venezuela, y a nivel de familia con los bosques del Amazonas.

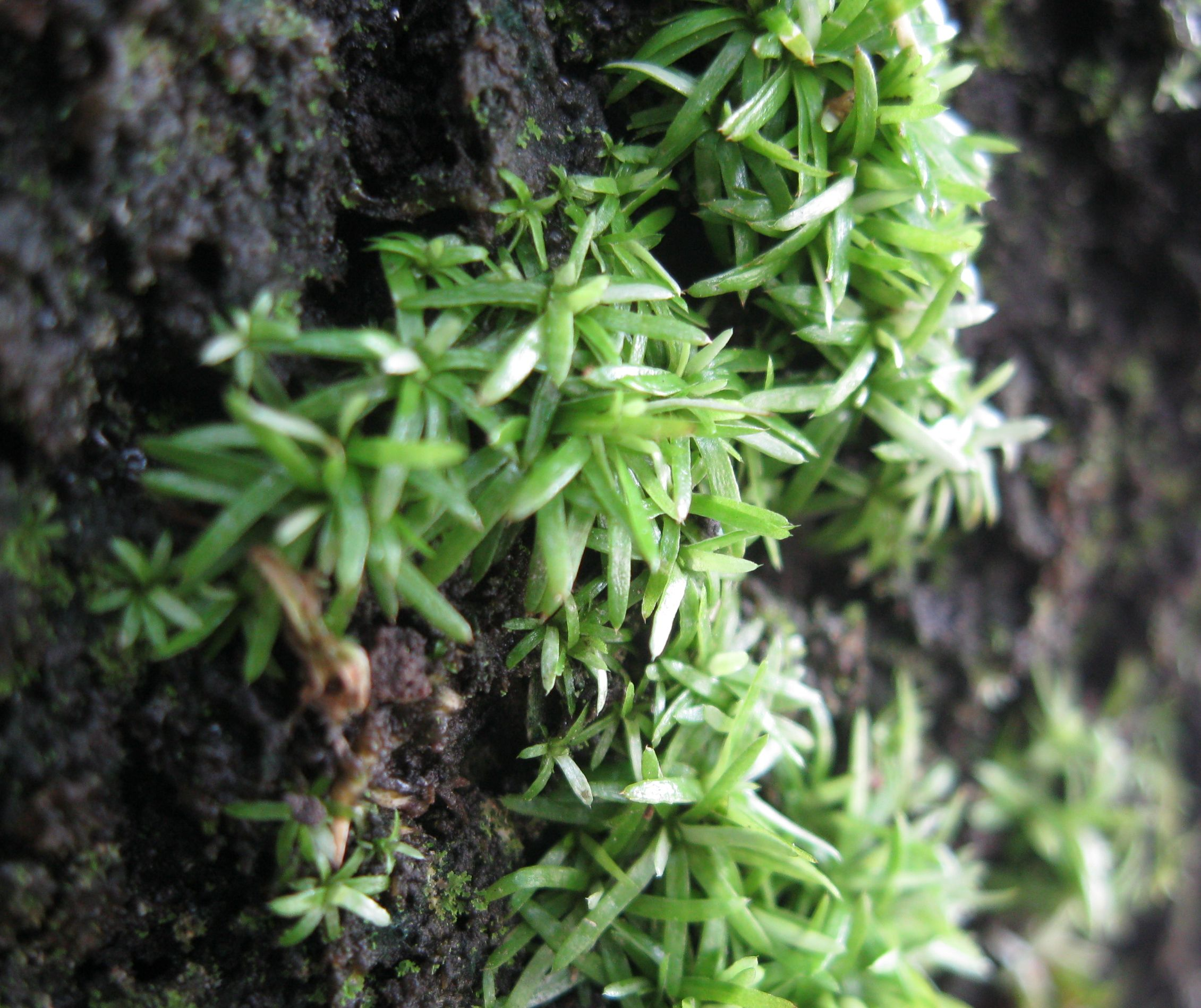
Octoblepharum albidum

En el lado occidental, más seco, los bosques situados entre 800 y 1.000 metros sobre el nivel del mar presentan árboles de gran tamaño, como la Poulsenia armata, la ucuuba roja (Virola sebifera), la Pterygota colombiana, la madera de almizcle (Guarea guidonia), el caucho de Panamá (Castilla elastica), el Ficus macrosyce, el aguacate (Persea americana) y la palma real andina (Dictyocaryum lamarckianum). Por encima de los 900 metros los árboles y palmeras son más pequeños, e incluyen Zygia longifolia, acai del bosque (Euterpe precatoria), Súrtuba (Geonoma interrupta) y helecho arborescente (Cyathea pungens). En los bosques hay epífitas vasculares como Vriesea elata y Guzmania lingulata, plantas del sotobosque con hojas grandes como Calathea insignis y Dieffenbachia longispatha, y musgos y hepáticas como Octoblepharum albidum y Leucomium strumosum.
Hay bosques nubosos por encima de los 1.000 metros, con una vegetación emparentada con los bosques de los Andes tropicales y las zonas altas del Caribe, que contienen muchas especies endémicas. En algunas zonas, el bosque nuboso desciende a niveles más bajos. Los árboles de hasta 2.500 metros de altitud forman un dosel de 25 a 35 metros de altura. Las familias de plantas con flores con mayor número de géneros son Asteraceae, Orchidaceae, Fabaceae y Rubiaceae. Los géneros Monochaetum y Tillandsia tienen cinco especies endémicas cada uno. La familia Melastomataceae tiene 13 especies endémicas.
Las palmas reales andinas (Dictyocarium lamarckianum) emergen del dosel del bosque nublado y dominan las zonas húmedas y en pendiente. Son comunes de 900 a 1.600 metros, y la palma de cera (Ceroxylon ceriferum) es común de 1.800 a 2.500 metros. Otras especies de árboles del bosque nuboso son el palo azul (Calatola costaricensis), Cavendishia callista, Graffenrieda santamartensis, Gustavia speciosa y Tovomita weddelliana. El sotobosque incluye helechos arbóreos, palmeras, plantas de raíz, epífitas vasculares y lianas leñosas. Hay muchas briofitas, como la hepática talosa Dumortiera hirsuta y el musgo Phyllogonium fulgens.
Los bosques nubosos de 15 a 20 metros de altura se encuentran en zonas con mucha niebla y neblina entre las elevaciones de 2.500 a 3.300 metros, aunque hay menos precipitaciones que en las laderas más bajas. Las especies arbóreas típicas son la palma de cera (Ceroxylon ceriferum), Chaetolepis santamartensis, Chusquea tuberculosa, Hesperomeles ferruginea, Monochaetum uberrimum, Myrcianthes myrsinoides, Myrsine coriacea, Paragynoxys undatifolia, Pino de Pasto (Podocarpus oleifolius) y Weinmannia pinnata. Entre los briófitos y líquenes destacan Anastrophyllum auritum, Musgo (Campylopus benedictii), musgo de la hoguera (Funaria hygrometrica) e Hypotrachyna gigas.

### Fauna

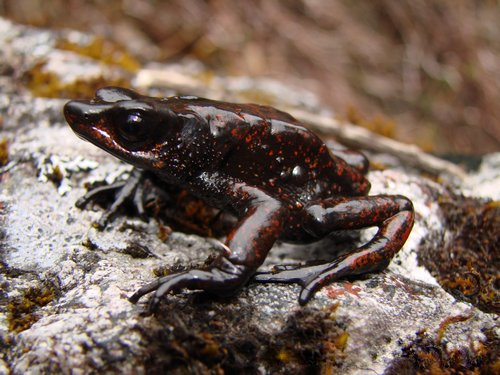
Sapo de la Guajira (Atelopus carrikeri)

Entre las especies de mamíferos destacan el agutí centroamericano (Dasyprocta punctata), el jaguar (Panthera onca), la lapa de tierras bajas (Cuniculus paca), la nutria neotropical (Lontra longicaudis), el ocelote (Leopardus pardalis), el tapir sudamericano (Tapirus terrestris), el aullador rojo  (Alouatta seniculus) y el pecarí de labios blancos (Tayassu pecari). Entre los mamíferos endémicos están la ardilla de cola roja (Sciurus granatensis), la rata arrocera de Tomes (Nephelomys albigularis) y el ratón unicolor de Oldfield (Thomasomys monochromos). Entre los mamíferos en peligro de extinción se encuentra la rata arborícola de cresta roja (Santamartamys rufodorsalis).
Entre las especies de aves se encuentran la tángara cabeciblanca (Tangara gyrola), el arrendajo de pecho negro (Cyanocorax affinis), el paujil de pico azul (Crax alberti), el esmeralda cobrizo (Chlorostilbon russatus), la pava real (Penelope purpurascens), tucán de pico de quilla (Ramphastos sulfuratus), corona de flores de Santa Marta (Anthocephala floriceps), perico de frente escarlata (Psittacara wagleri) y quetzal de punta blanca (Pharomachrus fulgidus).
Entre las aves con áreas de distribución restringidas se encuentran el espinoso dorsinegro (Ramphomicron dorsale), el reyezuelo de barba verde (Oxypogon cyanolaemus), el trepatroncos de montaña (Lepidocolaptes lacrymiger), el piquituerto de montaña (Lafresnaya lafresnayi), periquito de Santa Marta (Pyrrhura viridicata), trepador de pico fuerte (Xiphocolaptes promeropirhynchus), quetzal de punta blanca (Pharomachrus fulgidus) y colibrí de corona amarilla (Myioborus flavivertex). Entre las aves endémicas se encuentran el perico de Santa Marta (Pyrrhura viridicata) y el colibrí de cola blanca (Coeligena phalerata). Las aves en peligro de extinción son el águila negra y castaña (Spizaetus isidori), el espinoso dorsinegro (Ramphomicron dorsale), el paujil de pico azul (Crax alberti), el tirano de los arbustos de Santa Marta (Myiotheretes pernix), el perico de Santa Marta (Pyrrhura viridicata), el sabueso de Santa Marta (Campylopterus phainopeplus) y el reyezuelo de Santa Marta (Troglodytes monticola).
Hay muchas especies de reptiles y anfibios. Entre los saurios endémicos se encuentran la salamanquesa de garras colombiana (Pseudogonatodes furvus), Ptychoglossus romaleos, Proctoporus specularis y el Anolis de Santa Marta (Anolis santamartae), entre los anfibios se encuentran varias especies de Pristimantis sobre todo en las zonas más altas, como la rana ladrona de Cebolleta (Pristimantis tayrona), la rana ladrona de Cristina (Pristimantis cristinae), la rana ladrona de Ruthven (Pristimantis ruthveni) y la rana ladrona de Santa Marta (Pristimantis sanctaemartae). El único género de anfibios endémico de Sierra Nevada es la rana de la Sierra de Walker (Geobatrachus walkeri). Entre los anfibios en peligro de extinción se encuentran el Atelopus arsyecue, el sapo de la Guajira (Atelopus carrikeri), la rana arlequín (Atelopus laetissimus), el sapo de Nahumae (Atelopus nahumae), el sapo de Walker (Atelopus walkeri), rana flecha venenosa de Santa Marta (Colostethus ruthveni), rana de mochila de Boulenger (Cryptobatrachus boulengeri), rana de sierra de Walker (Geobatrachus walkeri), rana ladrona de tierra (Pristimantis insignitus) y rana ladrona de Ruthven (Pristimantis ruthveni).

## Estado de conservación

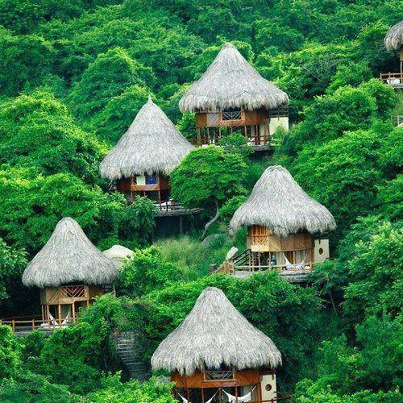
Construcciones de viviendas indígenas.

El Fondo Mundial para la Naturaleza (WWF) otorga a la región el estatus de "Vulnerable". El macizo fue poblado en la época precolombina, y quedan vestigios de estas comunidades. Algunas zonas de la ecorregión han sido ocupadas esporádicamente desde finales del siglo XIX. Entre el 70% y el 80% del bosque original ha sido talado en los últimos 50 años. El bosque húmedo de los niveles inferiores ha quedado reducido a fragmentos ralos por los asentamientos, el cultivo de marihuana y coca, la tala, la extracción de leña y la conversión en pastos. La deforestación provoca la erosión, los desprendimientos de lodo en las épocas de lluvia y el encenagamiento de los ríos.
A finales del siglo XIX, grandes cinturones de bosque en los niveles medios se convirtieron en cultivos de café. También se han talado grandes áreas de bosque para crear pastos, que se mantienen limpios mediante quemas anuales. Más arriba, las cuencas de los ríos Ancho y Frío y otras partes del bosque nublado han sido modificadas para crear espacio para la cría de ovejas y ganado, el cultivo de patatas y frutas y la extracción de madera. El desmonte de los bosques ha amenazado a las poblaciones de animales grandes, que también son cazados para alimentarse, por sus pieles o como amenazas percibidas para el ganado. Las carreteras abiertas a las zonas altas han provocado el saqueo de yacimientos precolombinos, la caza y la extracción de leña.
Un libro de 2006 informaba de que de los 4.840,75 kilómetros cuadrados  de bosques montanos de Santa Marta, el 33,4% había sido transformado por la actividad humana. Algunas partes de la ecorregión están teóricamente protegidas por el parque nacional Sierra Nevada de Santa Marta, el parque nacional natural Tayrona y la Reserva de la Biosfera de la Sierra Nevada de Santa Marta, pero estas zonas seguían siendo taladas en 1998. Los resguardos indígenas de los pueblos Cogui, Arsario y Arhuaco se superponen al parque nacional natural Sierra Nevada de Santa Marta.